# Pine Springs (Minnesota)
Pour les articles homonymes, voir Pine Springs.
Pine Springs est une ville américaine située dans le Comté de Washington, dans le Minnesota. Selon le recensement de 2010, sa population est de 408 habitants.